# 오세철
오세철(1943년 11월 10일 ~ )은 마르크스주의를 연구한 대한민국의 학자이다.
연세대학교를 졸업하고 노스웨스턴 대학교 대학원에서 조직행동, 사회심리학, 사회학 분야의 공부를 한 뒤 1975년에 조직행동으로 박사학위를 받았다. 연세대학교 경영학과 전임교수로 근무하다가 2013년 퇴임하고, 이후 연세대학교 명예교수로 있으면서 ‘사회심리학’, ‘한국사회변동과 조직’ 등의 강의를 하였다. 
2008년 8월 26일 경찰은 당시 사회주의노동자연합 운영위원장을 맡고 있었던 오세철을 국가보안법 위반으로 체포, 구속영장을 청구하였다. 그러나 곧 두 번에 걸친 구속영장 청구는 기각되었고,이후 검찰은 2011년 2월 16일 현재 징역 7년 및 자격정지 7년을 구형하였다. 2011년 12월 16일 서울고등법원 형사8부는 오교수에게 징역 2년에 집행유예 3년, 자격정지 2년 등을 선고하였다.
진보신당은 26일 성명을 내고 "20세기 역사 속으로 사라진 줄 알았던 조직사건이 일어나고 말았다"며 "대한민국을 절대왕정으로 돌려놓지 않으려면 이명박 정부는 당장 '사노련'에 대한 탄압을 중단하라"고 주장했다. 이들은 "군사정권 시절에도 사회주의자임을 당당히 밝혀왔던 오세철 교수가 21세기에 새삼 국가보안법 혐의로 수사를 받고 있는 상황"이라며 "민주국가의 기본 구성 원리인 사상의 자유를 침해한 이명박 대통령이야말로 국가 위해 세력"이라고 비판했다.

## 저서
- 《문화와 사회심리 이론 : 조직행동 이론의 재구성》 (박영사, 1979)
- 《조직행동 : 인간·조직의 이론과 문제》 (박영사, 1982)
- 《한국인의 사회심리》 (박영사, 1982)
- 《현대사회의 조직과 변동》 (학민사, 1986)
- 《맑스주의, 조직의 정치경제학 그리고 한국사회 변혁》 (현상과인식, 1993)
- 《더불어 사는 공동체》 (예영커뮤니케이션, 1993)
- 《21세기 자본주의와 한국사회변혁》 (현장에서미래를, 2002)
- 《사회주의와 노동자 정치》 (박종철출판사, 2004)
- 《좌파 운동의 반성과 모색》 (현장에서미래를, 2005)
- 《좌익공산주의》 (빛나는전망출판사, 2008)
- 《다시, 혁명을 말한다》(빛나는전망, 2009)
- 《생산혁신과 노동의 변화》(새길,  2009)

## 같이 보기
- 사회주의노동자연합
- 좌파 공산주의